# Eugen Filotti
Eugen Filotti, né le 17/28 juillet 1896 à Bucarest et mort le 1er juin 1975 à Bucarest, est un diplomate, journaliste et écrivain roumain. Il a travaillé en tant que diplomate auprès de la Société des Nations à Genève, puis a été envoyé extraordinaire et ministre plénipotentiaire de la Roumanie à Ankara, Athènes, Sofia et Budapest. En 1944-1945, il est secrétaire général du Ministère des Affaires étrangères de Roumanie. Mis à la retraite après la prise du pouvoir par le régime communiste, il continue sa carrière comme écrivain, en publiant de nombreuses traductions littéraires.